# هگاسولا
هگاسولا (به لاتین: Hegasulla) یک منطقهٔ مسکونی در سری‌لانکا است که در استان مرکزی (سری‌لانکا) واقع شده‌است.